# 女神异闻录Q 暗影迷宫
《女神异闻录Q 暗影迷宫》，簡稱「PQ」，是一款由Atlus制作并发行在任天堂3DS的电子角色扮演游戏。本作是《女神异闻录系列》的衍生作品之一，也是《女神异闻录》系列首次登陆任天堂的游戏平台。本作收录了《女神异闻录3》和《女神异闻录4》里的角色，并把游戏舞台设在了《P4》的八十神高中。玩家需要操控兩代游戏角色在游戏中探索发现将他们传送到此的神秘力量。游戏在玩法上吸收了自家《世界树的迷宫》系列的特点，玩家将以第一人称在迷宫中探索。
《女神异闻录Q 暗影迷宫》于2013年正式公布，并在2014年6月5日在日本发售，11月起在欧美地区发售。游戏中发售后获得了业界不错的评价。遊戲受到好評歡迎後，製作組著手開發本作的續作遊戲，並加入《女神異聞錄5》的角色參與其中，在任天堂3DS《女神異聞錄Q2 新電影迷宮》2018年11月29日發售。